# Ruine Ortenburg

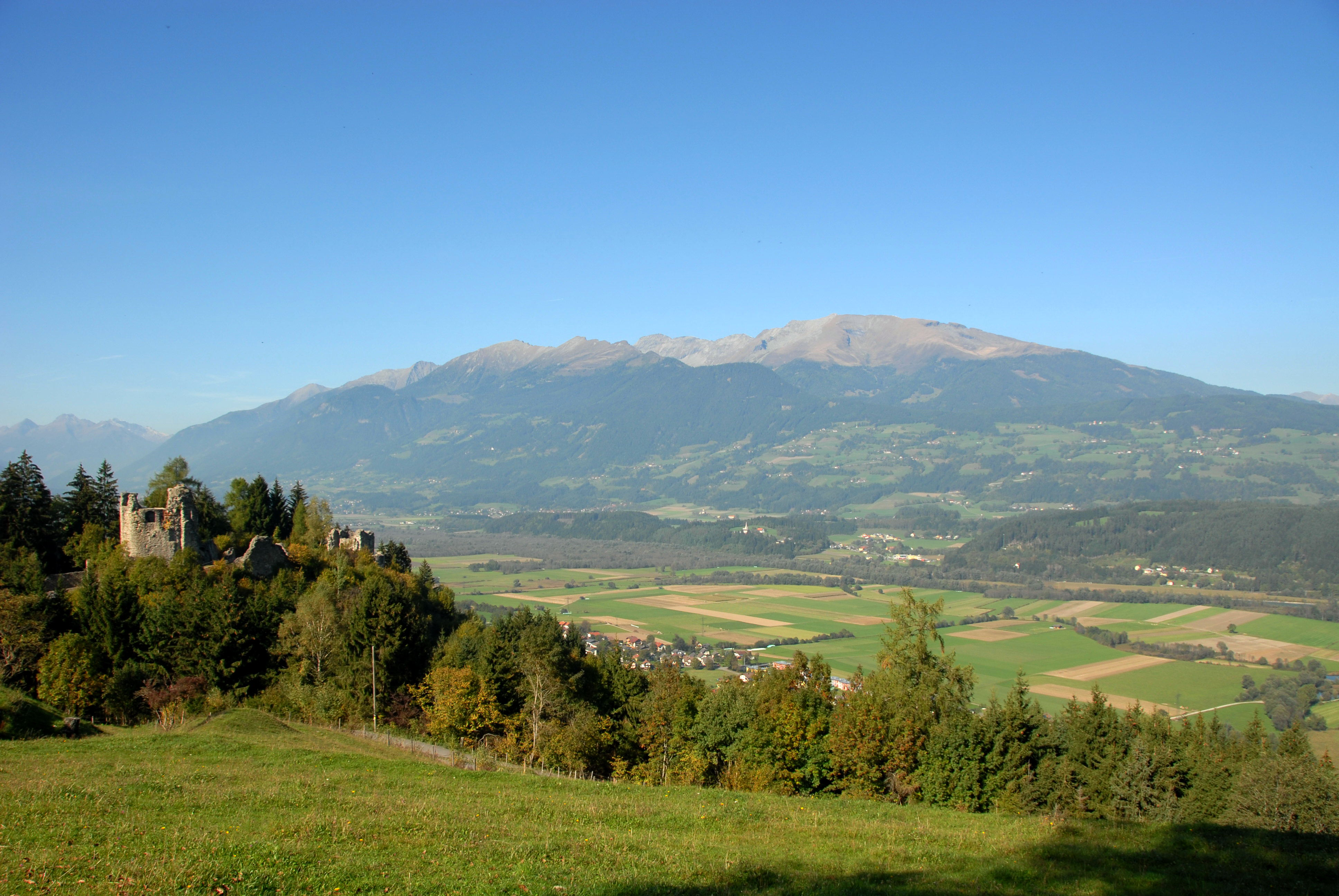
Ruine Ortenburg mit Lurnfeld und Gmeineck im Hintergrund (2006)

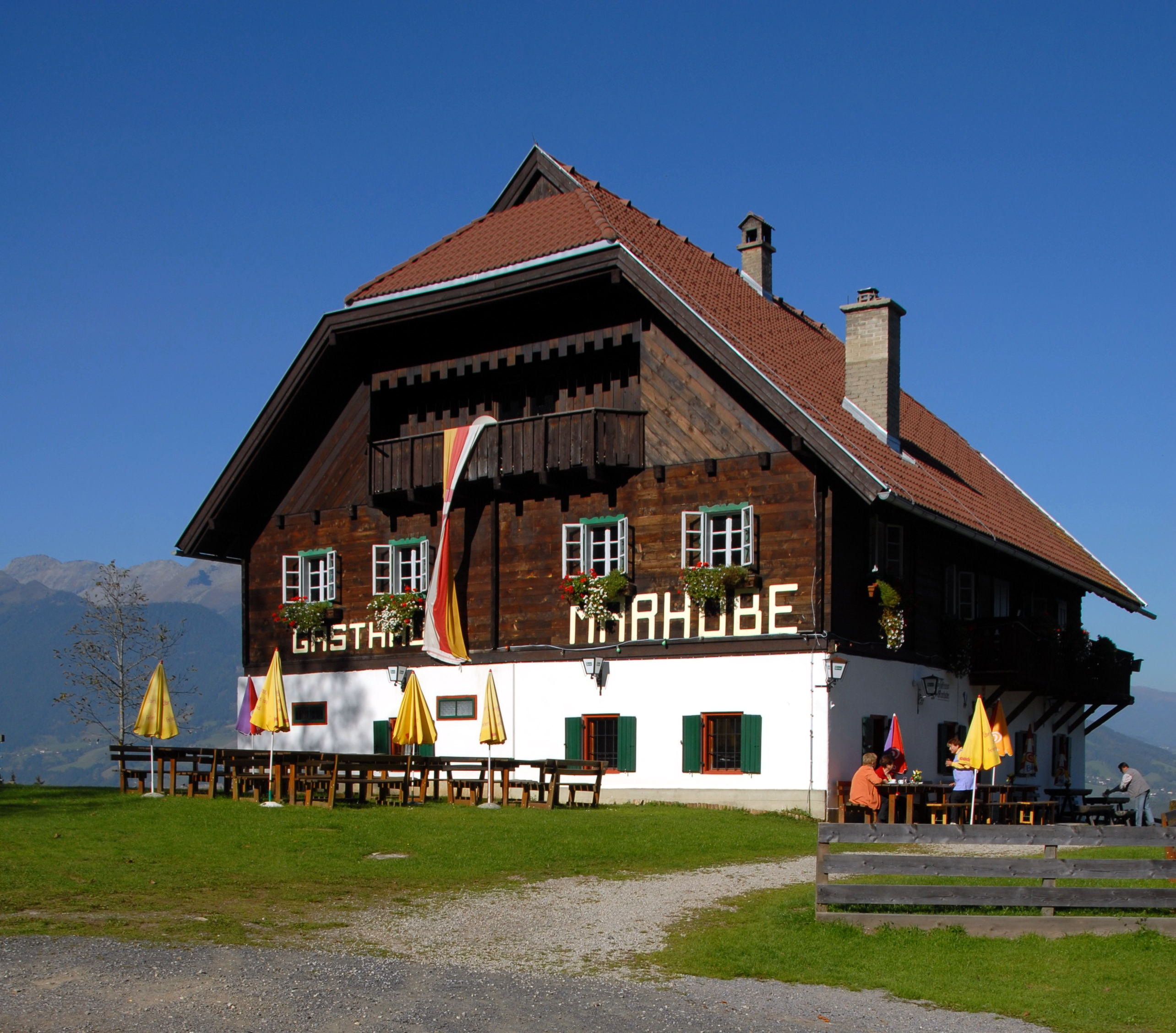
Marhube neben der Ruine Ortenburg

Die Ruine Ortenburg befindet sich in der österreichischen Ortschaft Unterhaus der Gemeinde Baldramsdorf, westlich von Spittal an der Drau, am unteren Nordabhang des Goldecks und am südöstlichen Rand des Lurnfelds gelegen.

## Geschichte
Die Höhenburg ist eine Zwillingsburg, 740 m über dem Meeresspiegel, mit zwei Zugbrücken in zwei Höfen mit gotischer Vorburg und einem romanischen Bergfried. Im dritten Hof befindet sich eine romanisch-gotische Schlosskapelle, ein Wehrturm und der Palas. Erbaut wurde die Anlage von Adalbert, dem Freisinger Vizedom im Lurngau (1070 bis 1096), dessen Sohn Otto sich ab 1141 Graf von Ortenburg nannte. Die älteste urkundliche Erwähnung der Burg stammt aus dem Jahr 1136. Durch das Erdbeben von 1348 wurde die Ortenburg wie andere Kärntner Burgen zerstört oder zumindest beschädigt.
Einst war die Burg Mittelpunkt der mächtigen Kärntner Grafschaft, zu der das ehemalige Stadtgebiet von Teurnia (keltisch-römische Hauptstadt des Binnennoricums und frühchristlicher Bischofssitz), das Drautal von Möllbrücke bis vor Villach und Besitzungen in Oberkrain (um Radmannsdorf) und Unterkrain (am Rande bzw. inklusive der Gottschee) gehörten.
Bündnisse und Bergbau machten die Ortenburger reich; sie sind die Gründer des Spittels 1192 und des Marktes Spittal, besaßen etliche Burgen und waren Verteidiger der Patriarchen gegen Venedig („Schwert Aquileias“) bis zu ihrem Aussterben 1418. Ihre Erben waren die Grafen von Cilli, die ihren kärtnerischen sprich Ortenburger Besitz durch Hauptmänner verwalten ließen, die somit zu großem Einfluss in Kärnten gelangten. Zwischen 1433 und 1456, dem Erlöschen der Cillier, führte Andreas von Graben die Hauptmannschaft Ortenburg. Weiters fungierte er als Burggraf und Burghauptmann der Burg Ortenburg.
Der Name Grafschaft Ortenburg wurde mehrfach vererbt, verliehen und verkauft und blieb bis 1918 bestehen. Mit dem Bau der Burg in Spittal 1527 durch Gabriel von Salamanca-Ortenburg wurde die Ortenburg nur noch Wohnung für Dienstleute. 1662 verkauften die Brüder Widmann die Grafschaft an die Fürsten von Porcia.
1690 ist die Ortenburg durch ein Erdbeben und einen orkanartigen Sturm zerstört worden. Aus Wehrmauern und Sperren wurde am Berghang eine Einsiedelei errichtet. Diese musste dem Neubau (1720–1760) des Klosters – betreut vom Orden der Hieronymitaner – am heutigen Platz weichen. Joseph II. löste den Orden auf. Den Besitz erwarb 1871 Gustav Ritter von Gröller.
Die Marhube mit Wachttürmen und das Areal der Ruine sind seit 1955 im Besitz der Familie Edlinger-Schurian.
Mit der Gründung eines eigenen Vereines im Jahre 1976 wurde die Ruine saniert und für Besucher wieder begehbar gemacht. Der „Verein Helfer der Ortenburg“ in Baldramsdorf sorgt für die Erhaltung der historischen Stätte.

## Ehemaliger Verwaltungssitz
Von hier aus verwalteten die Grafen von Ortenburg ihre Oberkärntner und Krainer Besitzungen und das von den Patriarchen von Aquileia in der Mitte des 13. Jahrhunderts als Lehen übertragene urwaldähnliche Gebiet zwischen Reifnitz/Ribnica und Kulpa, das ab den 30er Jahren des 14. Jahrhunderts von weichenden oberkärntnisch-osttirolischen Bauernsöhnen besiedelt wurde und aus dem sich die deutsche Sprachinsel Gottschee entwickelte.